# Manzutus huachucanus
Manzutus huachucanus är en insektsart som först beskrevs av Ball 1936.  Manzutus huachucanus ingår i släktet Manzutus och familjen dvärgstritar. Inga underarter finns listade i Catalogue of Life.